# معركة مالوياروسلفتس
وقعت معركة مالوياروسلفتس في 24 أكتوبر 1812 كجزء من الغزو الفرنسي لروسيا. كانت معركة كوتوزوف حاسمة لإجبار نابليون على التراجع شمال غربًا عبر موجايسك إلى سمولينسك على الطريق المدمر لتقدمه مع احتمالية أعلى للمجاعة.  بدأ الهجوم التالي لكوتوزوف ضد بقايا الجيش الكبير، معركة كراسنوي، في 15 نوفمبر 1812، أي بعد ثلاثة أسابيع.

## مقدمة
كانت آخر معركة كبرى هي معركة تاروتينو في 18 أكتوبر 1812، والتي انتصر فيها الجيش الروسي. تم توجيه جزء كبير من الغوغاء الكبير من غير المقاتلين، والمعاقين من المستشفيات، والنساء، والسكان الهاربين من موسكو، الذين لا يمكن تخمين عددهم، نحو فيريا والطريق المستقيم إلى سمولينسك وكان من المقرر أن تسير القوة المقاتلة فقط نحو كالوغا. في 19 أكتوبر 1812، انسحب نابليون من موسكو وسار باتجاه الجنوب الغربي إلى كالوغا، وكان يوجين دي بوهارنيه يقود التقدم. قدر ويلسون الجيش الفرنسي المغادر لموسكو بما يلي: 90 ألف من المشاة الفعالين، و14 ألف من سلاح الفرسان الضعيف، و12 ألف رجل مسلح يعملون في مختلف خدمات المدفعية والمهندسين والدرك وهيئة الأركان العامة والمركبات والمفوضية، وأكثر من 20 ألف من غير المقاتلين والمرضى والجرحى.
كان أليكسيس جوزيف ديلزونس قائدًا للوحدات الرائدة المتجهة إلى قرية مالوياروسلافيتس. تم تدمير الجسور المقامة على نهر لوزها بأمر من السلطات المحلية. دخل جنود ديلزونس المدينة عبر السد وبنوا جسرًا عائمًا بجوار السد المدمر. ثم هاجم ديلزونس المرتفعات التي تقع عليها القرية. وفي مساء يوم 23 أكتوبر، أرسل ديلزونس كتيبتين من كتائبه إلى القرية.

## المعركة
في 24 أكتوبر 1812 دخل الجنرال دختوروف المدينة من الجنوب ووجد أن القوات الفرنسية استولت على رأس جسر. بدأت المعارك العنيفة. وصل الجنرال رايفسكي مع 10 آلاف روسي آخرين؛ واستولوا مرة أخرى على المدينة، ولكنهم لم يستولوا على رأس الجسر. أرسل دي بوهارنيه فرقته الخامسة عشرة (الإيطالية)، تحت قيادة دومينيكو بينو (وزير الحرب في مملكة إيطاليا)، وبحلول المساء تمكنوا من طرد الروس مرة أخرى. كان أرماند شارل جيومينو أول من دخل المدينة. خلال مسار الاشتباك، تغيرت ملكية المدينة ثماني مرات على الأقل، وقد نُقل عن الحرس الملكي الإيطالي بقيادة يوجين دي بوهارنيه "أنه أظهر صفات جعلته يستحق دائمًا أن يحتل مرتبة بين أشجع القوات في أوروبا".   وصل المارشال كوتوزوف وقرر عدم خوض معركة ضارية مع الجيش الكبير في اليوم التالي، والانسحاب بدلاً من ذلك إلى خط الدفاع المجهز في كالوغا. حققت القوات الفرنسية والإيطالية في المقام الأول النصر في ذلك اليوم، ولكن نابليون ربما أدرك أن الطريق عبر كالوغا وميدين كان مغلقا "ما لم يكن هناك بورودينو جديد". وقد سمح هذا لكوتوزوف بتنفيذ خططه الاستراتيجية لإجبار نابليون على التراجع شمالاً عبر موجايسك وسمولينسك، وهو الطريق الذي كان يرغب في تجنبه خلال الانسحاب. بلغت الخسائر الفرنسية حوالي 6000-8000،   بينما خسر الروس حوالي 8000 رجل بين قتيل وجريح.  

## استراتيجية كوتوزوف
في 25 أكتوبر 1812، حوالي الساعة الثانية صباحًا بعد المعركة، سحب كوتوزوف جيشه في نظام مثالي نحو الجنوب بعيدًا عن الجيش الفرنسي خلف نهر كوريكزا لتأمين الطريق إلى كالوغا. احتج الجنرال البريطاني ويلسون، الذي أراد مهاجمة نابليون، على هذه الاستراتيجية. فأجابه كوتوزوف: "أنا لست متأكدًا على الإطلاق من أن التدمير الكامل للإمبراطور نابليون وجيشه سيكون مفيدًا لروسيا؛ إذ ستنتقل خلافته إلى المملكة المتحدة التي ستصبح هيمنتها آنذاك غير محتملة". 

## العواقب

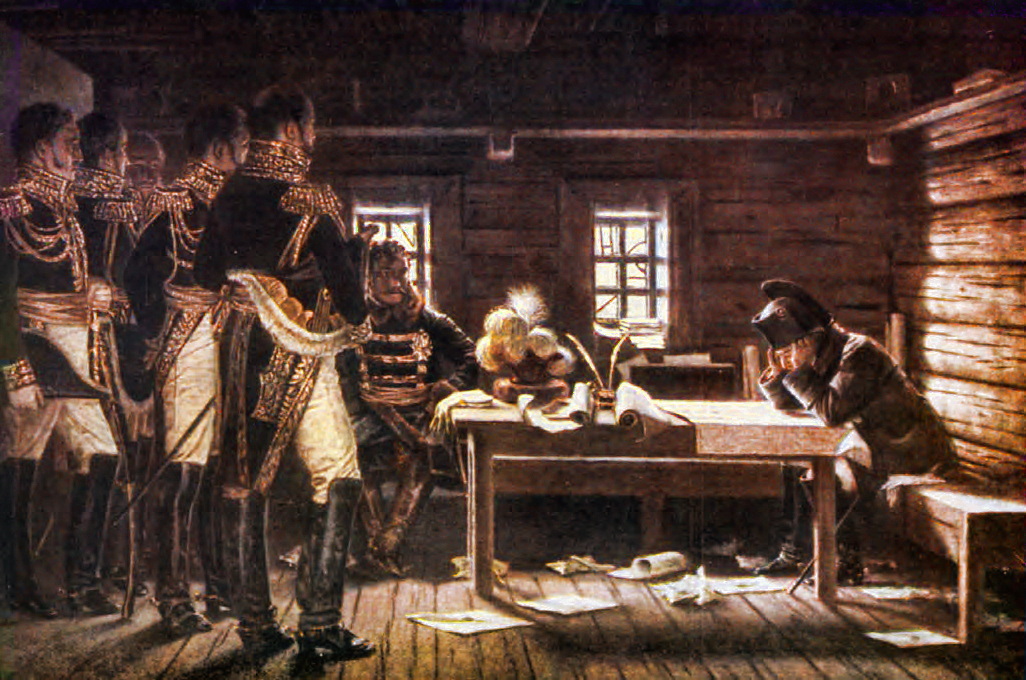
نابليون وقواده

كانت النتيجة المباشرة للمعركة في الرابع والعشرين من الشهر انتصارًا تكتيكيًا فرنسيًا غريبًا: فقد نجح الجيش الفرنسي في تأمين رأس جسر، وتراجع الجيش الروسي، لكن نابليون لم يتبعه. وكانت النتيجة طويلة المدى للمعركة هي تحقيق نصر استراتيجي روسي، حيث أزعجوا قدرة نابليون على شن الحرب.
في اليوم الخامس والعشرين، عند بزوغ الفجر، كاد نابليون أن يُوسّر على يد فوج القوزاق، لكن فيلقًا من رماة القنابل اليدوية أنقذه. 
منذ ذلك الحين، حمل نابليون حقيبة تحتوي على سم قاتل، معلقة بخيط حول رقبته. 
في اليوم السادس والعشرين، قرر نابليون الانسحاب عبر موجايسك وبورودينو إلى سمولينسك لأسباب غير معروفة، مما أدى إلى الانحراف الغريب في الخريطة المرفقة لغزو نابليون لروسيا في مالوياروسلافيتس. 
في اليوم السادس والعشرين، انطلق نابليون مرة أخرى إلى مالوياروسلافيتس،... أمر جيشه بالانسحاب من موجايسك إلى سمولينسك. قبل أن يتمكن نابليون من التوصل إلى مثل هذا الاستنتاج، لا بد أنه كان مدركًا تمامًا للضعف الشديد الذي يعاني منه جيشه، لأن المسيرة التي قرر الآن القيام بها كانت عبارة عن مائتين وستين ميلاً عبر بلد مدمر، حيث لم توفر مدنه، التي نهبت وأحرقت، أي مأوى أو إمدادات ضد قسوة الشتاء. 
وفي ليلة 27 أكتوبر، غادر حرس مؤخرة الجيش الكبير أنقاض المدينة، وعبر إلى الضفة الشمالية لنهر لوزها وانضم إلى الانسحاب العام.
وبأمر كوتوزوف، ذهب بلاتوف وقوزاقه خلف نابليون مباشرة. كانت المعركة الكبرى التالية للجيش الروسي هي معركة فيازما في 3 نوفمبر 1812. 
رافق كوتوزوف نابليون على الطرق الأكثر جنوبًا مع إمدادات أفضل من الغذاء والمأوى، مما أدى إلى تأمين الجنوب ضد الجيش الفرنسي. كانت المعركة التالية لكوتوزوف هي معركة كراسنوي في 15 نوفمبر 1812. 
كانت المعركة الأخيرة في هذه الحملة التي خاضها نابليون هي معركة بيريزينا في الفترة من 26 إلى 29 نوفمبر 1812.

## ملحوظات
1. ↑  Wilson 1860، صفحة 232.
2. ↑  Wilson 1860، صفحة 208.
3. ↑  George 1899، صفحة 272.
4. ↑  Wilson 1860، صفحة 213.
5. ↑  Wilson 1860، صفحة 218.
6. ↑  Wilson 1860، صفحة 230.
7. ↑  Wilson 1860، صفحة 219.
8. 1 2  Bodart 1916، صفحة 119.
9. 1 2  Riehn 1990، صفحة 329.
10. ↑  Wilson 1860، صفحة 234.
11. ↑  Wilson 1860، صفحة 237.
12. ↑  Chandler 1966، صفحة 822.
13. 1 2  Wilson 1860، صفحة 238.
14. ↑  Wilson 1860، صفحة 242.
15. ↑  Wilson 1860، صفحة 241.